# 極座標系
極座標系（きょくざひょうけい、英: polar coordinate system）とは、n 次元ユークリッド空間 Rn 上で定義され、1 個の動径 r と n − 1 個の偏角 θ1, …, θn−1 からなる座標のことである。点 S(0, 0, x3, …,xn) を除く直交座標系は、局所的に一意的な極座標に座標変換できるが、S においてはヤコビアン が 0 となってしまうから、一意的な極座標表現は不可能である。それは、S に於ける偏角が定義できないことからも明らかである。

## いろいろな極座標とその拡張

### 円座標
2 次元ユークリッド空間 R2 における極座標は円座標（英: circular coordinates）と呼ばれ、一つの動径座標と一つの角度座標からなる、最も単純な極座標である。rθ 平面、極座標平面（または平面極座標）ともいう。特異点は (r, θ) = (0, θ) 即ち、xy座標での原点 (x, y) = (0, 0) である。2 次元実ベクトル空間にも定義できることから、複素数体 C 上にも定義できる。この時、円座標を極形式と呼んだりもする。その場合、オイラーの公式を利用して z = reiθ と表す。円座標平面上で偏角を限定しなければ、これはxy平面上で円を描く。
円座標 (r,θ) から直交直線座標 (x,y) への変換は
{\displaystyle {\begin{cases}x=r\cos \theta \\y=r\sin \theta \\\end{cases}}}
で与えられる。角度座標の範囲を −π < θ ≤ π とする場合の直交直線座標から円座標への変換は
{\displaystyle {\begin{cases}r={\sqrt {x^{2}+y^{2}}}\\\theta =\operatorname {atan2} (y,x)\\\end{cases}}}
で与えられる。原点 (x,y) = (0,0) において特異性があり、分母がゼロとなるため θ が定まらない。

### 円筒座標
円座標で (0, 0) を除く xy 平面上の全ての点を表現できるから、これに z 軸を加えれば、xyz 空間が表現できる。これを円筒座標系（英: cylindrical coordinate system）と言う。円筒座標空間上（rθz 空間上ともいう）で、θ, z を限定しなければ、これは xyz 空間上で円柱を描く。また、円筒座標空間上の特異点は z 軸上の全ての点である。
円筒座標 (r,θ,z) から直交直線座標 (x,y,z) への変換は
{\displaystyle {\begin{cases}x=r\cos \theta \\y=r\sin \theta \\z=z\\\end{cases}}}
で与えられ、直交直線座標から円筒座標への変換は
{\displaystyle {\begin{cases}r={\sqrt {x^{2}+y^{2}}}\\\theta =\operatorname {atan2} (y,x)\\z=z\\\end{cases}}}
で与えられる。

### 球座標

球座標による3次元ユークリッド空間内の点の表示

3 次元ユークリッド空間 R3 における極座標系。球面座標系（英: spherical coordinate system）とも呼ばれる。1 個の動径 r と 2 個の偏角 θ, φ によってなる（図を参照）。球面座標系において、動径を固定し、2 個の偏角を動かせば、xyz 空間上で球を描く。
球座標から直交直線座標への変換は
{\displaystyle {\begin{cases}x=r\sin \theta \cos \varphi \\y=r\sin \theta \sin \varphi \\z=r\cos \theta \\\end{cases}}}
で与えられ、直交直線座標から球座標への変換は
{\displaystyle {\begin{cases}r={\sqrt {x^{2}+y^{2}+z^{2}}}\\\theta =\arccos(z/{\sqrt {x^{2}+y^{2}+z^{2}}})\\\varphi =\operatorname {atan2} (y,x)\\\end{cases}}}
で与えられる。z-軸上 (x,y) = (0,0) において特異性があり、分母がゼロとなるため φ が定まらない。原点においては θ も定まらない。

## 積分への応用
極座標平面での長方形は、直交座標に於ける扇形の一部となる。特に θ の長さが 2π であれば、直交座標においては円の一部となる。r を 0 から +∞ とすれば、この円は直交座標平面全体となる。従って、直交座標平面全体は、極座標平面に於ける長方形、r × θ = [0, ∞) × [0, 2π) に等しい。以上のことは広義二重積分に於いて有用である。なぜなら上記から、
{\displaystyle \int _{-\infty }^{\infty }dx\int _{-\infty }^{\infty }dyf(x,y)=\int _{0}^{2\pi }d\theta \int _{0}^{\infty }dr\,rf(r\cos \theta ,r\sin \theta )}
が導けるからである。この公式は、例えばガウス積分を求めるのに用いられる。
{\displaystyle \int _{-\infty }^{\infty }dx\int _{-\infty }^{\infty }dy\,e^{-(x^{2}+y^{2})}=\int _{0}^{2\pi }d\theta \int _{0}^{\infty }dr\,re^{-r^{2}}}
左辺の積分は、このままの状態で解くのは困難だが、右辺の形にすれば、
{\displaystyle \int _{0}^{2\pi }d\theta \int _{0}^{\infty }dr\,re^{-r^{2}}=2\pi \times (-1/2)e^{-r^{2}}{\Big |}_{0}^{\infty }=\pi }
と解くことができる。